# Christopher Budde-Lund
Christopher Budde-Lund (1807 – 5. oktober 1861) var en dansk officer.
Christopher Budde-Lund blev artillerikadet 1819, løjtnant i artilleriet 1823, premierløjtnant 1833 og kaptajn 1841. Dengang var artilleriet det danske militærs videnskabelige afdeling, og derfor blev Budde-Lund sendt på en del studierejser. Under Treårskrigen var han stationeret i Fredericia under hele belejringen og modtog 9. september 1849 Ridderkorset for tro tjeneste. Senere optrådte han som batterichef i slaget ved Isted og spillede dermed en nøglerolle i den danske sejr.
Snart efter pådrog Budde-Lund sig tyfus på grund af den ringe hygiejne i felten. Det medførte svækket helbred, og han forlod derfor artilleriet i 1852 med majors karakter og blev i 1859 kasernekommandant i Kastellet. I 1854 rejste han med offentlig understøttelse rundt i Europa for at studere geværfabrikation, hvilket han havde udgivet en bog om i 1853. Efter sin hjemkomst udgav han i 1855 et værk med titlen Haandskydevaabnenes Historie fra Krudtets Opfindelse og indtil Udgangen af 1853. I 1856 udkom Fredericias Armering, Indeslutning, Bombardement samt Forsvar under Kong Frederik den Syvende fra den 26. Marts til den 6. Juli 1849.
I 1857 fik Budde-Lund audiens hos kongen og forærede monarken et populationskort (demografisk kort) over kongeriget. I et brev af 28. november 1857 bragte han sagen i erindring over for kabinetssekretær J.P. Trap, og kongen kvitterede den 9. december 1857 for gaven ved at tildele Budde-Lund medaljen Ingenio et arti.
Han var gift med Hansine, født Gradmann.